# فيصل بن مساعد بن عبد العزيز آل سعود
فيصل بن مساعد بن عبد العزيز آل سعود (4 أبريل 1944 - 18 يونيو 1975) الابن الثاني لـ مساعد بن عبد العزيز آل سعود اغتال الملك فيصل بن عبد العزيز آل سعود.

## نبذة شخصية
اتهمته السلطات السعودية باغتيال عمه الملك فيصل بن عبد العزيز آل سعود، ثالث حكام الدولة السعودية في يوم الأربعاء 13 ربيع الأول 1395هـ الموافق 25 مارس 1975، وأعدم بعدما وصفته الحكومة السعودية بأنه «مختل عقليا»، فهو الأخ الشقيق الأصغر للأمير خالد بن مساعد بن عبد العزيز آل سعود الذي قاد مظاهرات وإضرابات في أواسط الستينيات الميلادية، انتهت بمقتله على يد قوات وزارة الداخلية (التي كانت تحت حكم فهد بن عبد العزيز آل سعود وزير الداخلية آنذاك) في 13 جمادى الأولى 1385هـ الموافق 8 سبتمبر/أيلول 1965. وحسب تصريح الأمير عبد الله بن مساعد بن عبد العزيز آل سعود الأخ الأصغر لهما، فإن الأمير خالد بن مساعد بن عبد العزيز آل سعود قُتل في بيته على يد رجال الأمن ولا صحة أنه قتل أثناء اقتحام مبنى التلفزيون في الرياض.
مقتل خالد الغامض، يجعله الكثيرون سببا مهماً لقيام الأمير فيصل بن مساعد بن عبد العزيز آل سعود باغتيال عمه الملك فيصل بن عبد العزيز آل سعود.

## إخوته
من إخوة فيصل بن مساعد، كل من عبد الرحمن بن مساعد الشاعر ورئيس نادي الهلال السابق. والأمير عبد الله بن مساعد وهو الرئيس العام لرعاية الشباب السابق، والأمير عبد الحكيم بن مساعد مالك المركز العالمي للبولينج. يُذكر أن الأمير فيصل بن مساعد عاش في أمريكا 8 سنوات قبل أن يعود إلى السعودية ليغتال عمه بعد أيام.
ورد أن من دوافع إقدامه على عملية الاغتيال كان الانتقام لأخيه خالد الذي قُتل في وقت كان فيه فيصل بن عبد العزيز ملكا على البلاد ونفت صديقته الأمريكية التي عاشت معه لمدة خمس سنوات الاتهامات بأنه كان «مختلا عقليا».
وقد سُجن أخوه بندر بعد الحادثة وخرج بعد ذلك بسنة.